# سوني α6700
كاميرا سوني α6700 (الطراز ILCE-6700) هي كاميرا مدمجة بنظام المرايا ذات مستشعر APS-C تم إطلاقها في يوليو 2023 كخلف للطراز α6600. تأتي مع تحسينات كبيرة في التركيز التلقائي، تسجيل الفيديو، ومعالجة الصور، مما يجعلها خيارًا ممتازًا لكل من المصورين ومصوري الفيديو.

## الميزات الرئيسية
- المستشعر:
  - مستشعر APS-C Exmor-R CMOS بدقة 26 ميجابكسل (فعليًا) لصور عالية الدقة.
- التركيز التلقائي:
  - 759 نقطة للتركيز التلقائي بالمرحلة لتوفير تركيز سريع ودقيق على نطاق واسع.
  - تتبع التركيز التلقائي للعيون في الوقت الحقيقي للبشر، الحيوانات، والطيور، مما يوفر تتبعًا دقيقًا حتى في الظروف الصعبة.
- تسجيل الفيديو:
  - تسجيل فيديو 4K بسرعة 120 إطارًا في الثانية مع 6K للعينات، مما يوفر لقطات عالية الجودة مع حركة بطيئة سلسة.
  - ترميز XAVC مع خيار ضغط HEVC (H.265) لتسجيل الفيديو بكفاءة، مع عمق ألوان 10 بت وعينة 4:2:2.
  - ضغط إطار فردي (All Intra-frame) لأعلى جودة للفيديو، حيث يتم ضغط كل إطار بشكل فردي.
- التصوير المتواصل:
  - 11 إطارًا في الثانية تصوير مستمر مع تتبع التركيز التلقائي والتعرض للحصول على لقطات سريعة ودقيقة.
- الشاشة:
  - شاشة LCD قابلة للدوران بحجم 3 بوصات بدقة 1.03 مليون نقطة، مما يتيح لك تأطير الصور بمرونة وسهولة التصوير الذاتي أو الفيديو.
- البحث الإلكتروني:
  - منظار إلكتروني EVF بدقة 2.3 مليون نقطة لعرض دقيق وواضح للصور.
- تثبيت الصورة:
  - تثبيت الصورة البصري داخل الجسم مع 5.5 توقفات لتقليل الاهتزاز وضمان صور وفيديوهات ثابتة.
- نطاق ISO:
  - ISO أصلي من 100 إلى 32,000، قابل للتوسيع إلى 50–102,400، مما يوفر أداء ممتاز في الإضاءة المنخفضة.
- البطارية:
  - يستخدم بطارية NP-FZ100 بعمر بطارية يصل إلى 570 صورة باستخدام الشاشة LCD و 550 صورة باستخدام المنظار الإلكتروني EVF.
- جودة البناء:
  - جسم مغناطيسي مقاوم للعوامل الجوية من المغنيسيوم لضمان المتانة والحماية ضد العوامل البيئية.
- التوافق مع العدسات:
  - متوافق مع عدسات E-mount APS-C من سوني، مما يوفر مرونة مع مجموعة واسعة من العدسات.
- التخزين:
  - فتحة بطاقة SD واحدة تدعم بطاقات UHS-I/II للحصول على تخزين سريع وفعال.

## تنسيقات الفيديو
- تدعم الكاميرا عدة تنسيقات فيديو، بما في ذلك تنسيق XAVC HS مع ضغط HEVC (H.265) للحصول على فيديوهات عالية الجودة مع حجم ملفات فعال.
- ضغط Long GOP (H.264) متاح أيضًا لملفات فيديو أكثر ضغطًا.

## ميزات أخرى
- تنسيق الصور HEIF 10 بت للحصول على جودة صور محسّنة مع عمق ألوان أكبر ونطاق ديناميكي أفضل.
- حذاء متعدد الوظائف (Mi Shoe) لتركيب الملحقات المتوافقة.

## المقارنة مع الطرازات الأخرى
تُعزز كاميرا α6700 من ميزات الطرازات السابقة α6600 وتدمج بعض الميزات من كاميرا α7 IV. إنها توفر توازنًا قويًا بين الأداء في الصور والفيديو، مع التركيز على قابلية النقل، السرعة، وميزات الفيديو الاحترافية.
تعد كاميرا α6700 مثالية للهواة المتقدمين وصانعي المحتوى المحترفين الذين يبحثون عن كاميرا متعددة الاستخدامات تتعامل مع اللقطات السريعة والفيديو الجميل وتتبع دقيق للتركيز التلقائي.[بحاجة لاستشهادات إضافية]